# Niangara-Bulldoggfledermaus
Die Niangara-Bulldoggfledermaus (Mops niangarae) ist eine seltene Fledermaus in der Familie der Bulldoggfledermäuse, die in Zentralafrika verbreitet ist. Die Art ist nur von einem Exemplar bekannt (Stand: 2018), das im Territorium Niangara in der Provinz Haut-Uele im Norden der Demokratischen Republik Kongo gefunden wurde. Deutlich abweichende Schädelmerkmale unterscheiden sie von der Trevor-Bulldoggfledermaus und der Kongo-Bulldoggfledermaus (Mops congicus).

## Merkmale
Das bekannte Exemplar ist ohne Schwanz 91 mm lang, die Schwanzlänge beträgt 34 mm, die Unterarme sind 52 mm lang und die Länge der Ohren beträgt 22 mm. Die einheitliche braune Farbe des oberseitigen Fells weist keine punktartigen Muster auf. Das gelbbraune Fell der Unterseite ist auf der Brust deutlicher gelb. Streifen an den Seiten wurden nicht dokumentiert. Die Oberlippe ist durch 14 Falten und einige Haare gekennzeichnet. Die Niangara-Bulldoggfledermaus hat dunkelbraune Ohren und Flughäute. Obwohl in der Erstbeschreibung kein verbindender Hautstreifen zwischen den Ohren erwähnt wird, war dieser vermutlich vorhanden. Er scheint durch die Präparation des Museumsexemplars verloren gegangen zu sein. An den Ohren befindet sich ein winziger Tragus und ein kleiner Antitragus. Die Zähne entsprechen den anderen Gattungsvertretern.

## Verbreitung und Lebensweise
Die Höhenlage des Fundortes, der zum Zeitpunkt belgisches Kolonialgebiet war, ist nicht notiert. Er könnte sich in einer Baumgruppe der Savanne oder in einem feuchten Wald befunden haben. Das Typusexemplar stammt aus einer Baumhöhle. Vermutlich ruhen kleinere Gruppen am Tage zusammen.

## Gefährdung
Es liegen keine Angaben zur Populationsgröße und zu möglichen Bedrohungen vor. Die IUCN listet die Niangara-Bulldoggfledermaus mit unzureichende Datenlage (data deficient).